# 十手

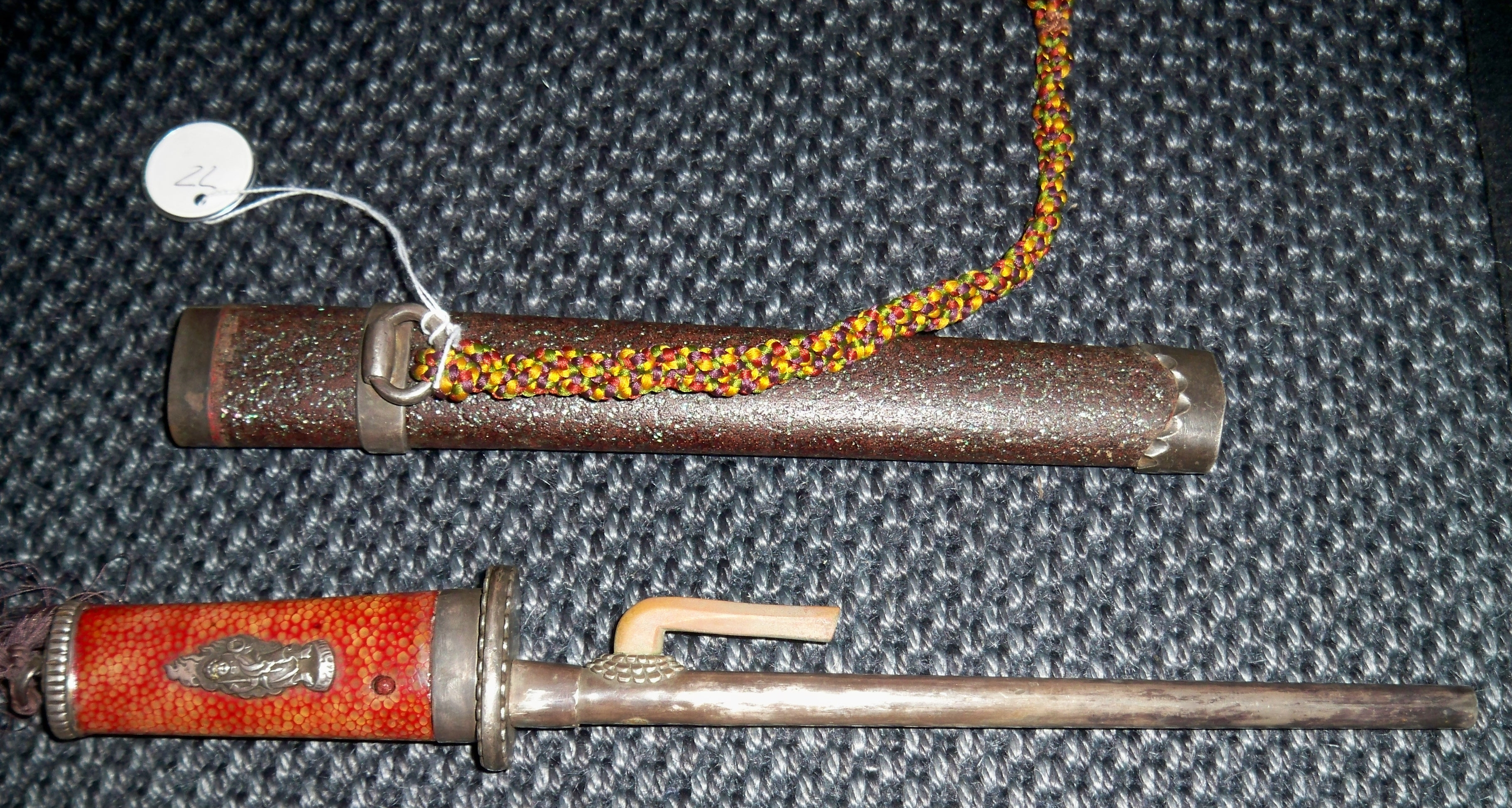
十手

十手（じって、じってい、実手）は、日本の武器および捕具の一つ。30cm - 60cmほどの鍛鉄・真鍮・鍛銀（打ち伸ばした銀）といった金属や、樫・栗などの堅牢な木でできた棒の手元に鉤をつけたものである。敵刃からの防御に用いたり、突いたり打つなどの攻撃、時には短棒術として用い犯人の関節を極める・押さえつける・投げるなど柔術も併用して制圧し捕縛に用いる。
十本の手に匹敵する働きをすることから「十手」であるといわれている。流派によっては実手（旧字体：實手）という表記を使用する。十手を用いた武術を十手術（じってじゅつ）という。

## 歴史と用法
十手の起源は中国起源説と日本発祥説の2種類がある。中国起源説は、陳元贇が伝えたという説と筆架叉から発生したという説があるが、いずれの説も否定されている。十手の使用方法や柄、漆の使用や鍔の有無といった共通点から、打擲を目的とする「刃引」が十手の起源であり、刃引から拵えと鍔を除いて鉤を付けた「兜割」が生まれ、この「兜割」の鉤を大きくして反りをなくしたのが十手と考えられている。
全長の1/3を握柄、残りを棒身として、握柄と棒身の境目に鉤を付けた形をしている。鉤は刀の切り込みに対処するためのものであった。長さは一尺五寸と決められていたが、使用する者の身長や好みによって様々な形態のものが残されている。
鉤で敵刃を絡め捕る用法の他、短棒術として相手の手足を絡め捕り柔へと繋げる搦め手により捕縛する十手術がある。江戸時代には対悪徒用の捕物用武具として江戸町奉行所の与力、同心に、また鑑札と共に捕り物の際の手伝いという名目で同心に仕える小者（誤って岡っ引、関八州では目明しとされることもあるが、この両者は非合法に雇われた者であり十手を渡されることはない。私物として無許可で鍛冶屋に作らせて持っていることはあった）に渡されていた。身分を示す際、相手に十手をチラッと見せることもあるため、現代でいうところの警察手帳に相当する役割も担っていた。また、時代劇などで紫の房などをつけていたり、柄が太紐巻きで紐の先に房がついていることがあるが、紫房は恩賞などに用いる特別な物であり、本物の模倣が禁じられていた江戸時代の歌舞伎などでの演劇用小道具としての十手の名残である。持ち運び方も時代劇では帯に差しているが、実際は主に十手袋といわれる袋に入れ、懐に入れていた。これは十手が捕具であると同時に身分を証明するものであったため、紛失やスリなどによる盗難への用心のため、また張り込みや尾行の際には自身の身分を隠す必要もあったからである。
もっぱら与力以上の役職は直接捕り物の組討ちに参加せず、同心は捕具としての実用よりも指揮用に十手を持っていたために鉤は付いておらず打刀の拵えのような鍔をはめたもの、自費製作で真鍮嵌め込み（象嵌）や打ち出し、銀打ち出しや銀箔・銀塗り・象嵌、漆かけや螺鈿で装飾した凝った拵えのものが時々見られる。

## 種類・形状

### 棒身
棒身は主に鍛造や削り出しによって製造される。その形状はさまざまで直線棒状、両端先細な麦粒状、中細先太状、先太後細端状、先細後太端状、刀のように湾曲のあるものなどがある。棒身断面は丸・六角・八角が多い。まれにオーダーメイドと思われるものに正三角形や正方形や長方形や十二角や橢円といったものや、根元が五角で中ほどから先が八角に変形したもの、正方形 - 六角形をドリルのように捻りを加えたものなどの凝ったもの、二等辺三角形や刀身状になりもはや十手というより兜割や鉄刀といった拵えに近いもの、不動明王などの持物（三昧耶形）である俱利伽羅剣（利剣）を真似た菱形断面・三鈷杵鉤の形状のもの、中空の鋼管状になっていて乳切木棒のように振ると尖端に取り付けられ錘ごと収納されていた鎖分銅が飛び出る隠し武器とも見ることもできる珍しい造りのものもある。

### 柄
柄は棒身そのまま剥き出しにし握りやすい形状（六角や八角などの断面）に切削加工したものや真鍮などでさらに棒身を覆い太く握りやすく冬場でもかじかみにくくしたもの、グリップをよくするために籐や細紐や革紐を巻いた物、より握りやすい形状にしたり衝撃を吸収するために木柄や象牙などをはめた物、打刀や脇差のように木柄の上に鮫革を巻いたりさらにその上に柄巻を施したものなどがある。十手の柄に紐を結びつけて房を付けるのは与力・同心に限られた。また紐の色で所管を区別しており、紫の紐は恩賞として許される場合があった。

### 鉤

#### 接合法
鉤は主にカシメ留めで棒身に取り付けられた。これは、棒身の手元付近に片方を大きく開け片方を小さく狭めた枘孔（ほぞあな）に、打ち出した鉤の接合部がまだ熱く軟らかい内に狭い孔から枘（ほぞ）としてはめ込み、鉤と反対側の大きく拡げた孔の中に出る鉤材を潰し入れて鍛接しながらリベット接合にする方法である。また、さらに江戸中期になるとこの接合方法は発達し、出口も狭めた棒身の枘孔内部で銛先のような『かえし』になるように鉤鋼材を折り曲げて鍛接し、構造上の使用強度を増した。他にも、枝物槍の鉤槍と同じように割り込みで棒身から同一材を割り出して枝鉤にした物や、鉤材をぐるりと回して鐶にしたものに棒身を通してはめ込み、そのまま叩き締めた簡便な構造の物も少ないながら存在する。

#### 鉤の種類
鉤の形状は前方向きに一つのもの、二つあり釵のようになっているもの、万字鉤槍のように二つ鉤が前後喰い違い万字（卍）十手と呼ばれるもの、左右平行にならずねじれの位置の関係になっているもの（末広がり・ハの字など）、断面から見ると棒身を頂点と二つの鉤の頂点がそれぞれ二等辺三角形を描くもの（棒身を軸に40 - 130度前後開いた二股鉤）、鉤ではなく単なる横棒を渡しロザリオのように十文字にしたもの、上記の与力自費製作十手ように鉤は付かずに鍔であるものやサーベルのように護拳であるもの、棒身を軸に三方（三方鉤）または四方点対称についているもの（四方鉤）、三鈷杵や五鈷杵の形状を真似た鉤と棒身を持つ物、その他鉤自体に鉄輪を付けたり、鉤の一部を刃物のように加工したものなど実に多岐にわたる形状のものがあった。

### 大きさ・あるいは特殊な物
自費製作のものは長さ9 - 54cmほど。貸与・下賜される十手は長さ35 - 48cm程度。手練の剣士と相対峙する場合や対長柄武器、大捕り物では対刀剣用での60 - 115cm程度の長さの打ち払い十手と呼ばれるものが貸与された。これには耐衝撃のために円柱ないし橢円柱状の木柄をはめた物や柄巻きを施した物も存在する。また同様の目的で『長なえし』と呼ばれる木柄をはめた長いなえしも用いられた。

## その他・逸話など
- 宮本武蔵の父、新免無二斎（宮本無二斎）は当理流（當理流）の十手術の達人といわれ、将軍足利義昭から賞められたと伝えられる。

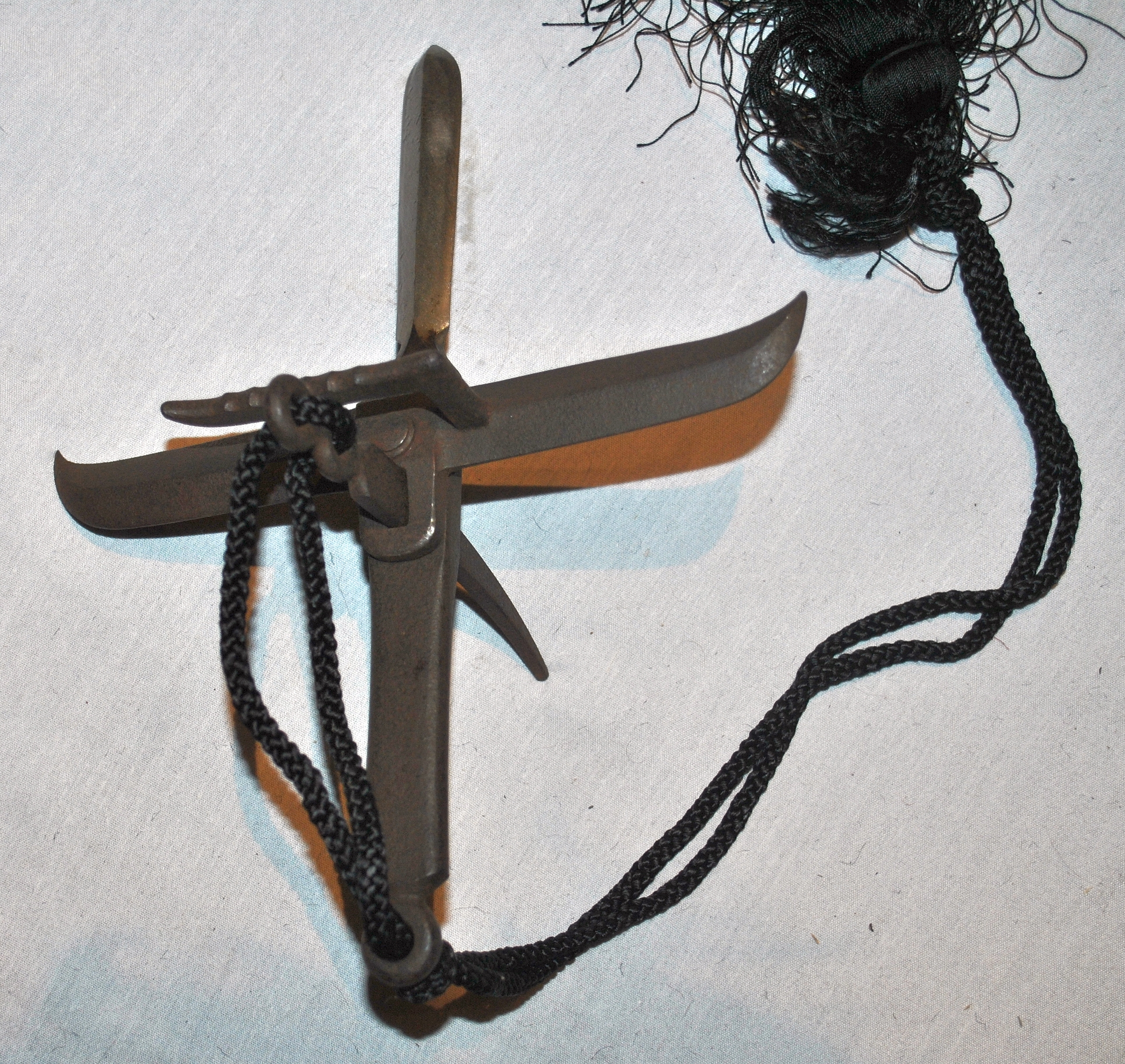
マロホシ

  - マロホシ 円明実手流や一角流十手術などには鉤と十字状の大きい鍔を持ち、槍状の穂先を持った使用状況によってオプションを変形させて用いる特異な実手：機械十手（一角流では「マロホシ」）が伝わっている。これらは現在では使用法は失伝しているが、円明実手流と類戚関係にある鉄人実手流の伝書には右手に太刀、左手に実手を持った絵図面が載せられている。

## 流派
- 当理流
- 一角流十手術
- 駒川改心流
- 渋川流
- 力信流
- 今枝新流
- 竹内流